# Rybník (ort i Tjeckien, Plzeň)
Rybník är en ort i Tjeckien.   Den ligger i regionen Plzeň, i den västra delen av landet, 140 km sydväst om huvudstaden Prag. Rybník ligger 537 meter över havet och antalet invånare är 186.